# Lactarius chrysorrheus
Lactarius chrysorrheus är en svampart som beskrevs av Fr. 1838. Lactarius chrysorrheus ingår i släktet riskor och familjen kremlor och riskor.   Inga underarter finns listade i Catalogue of Life.

## Källor

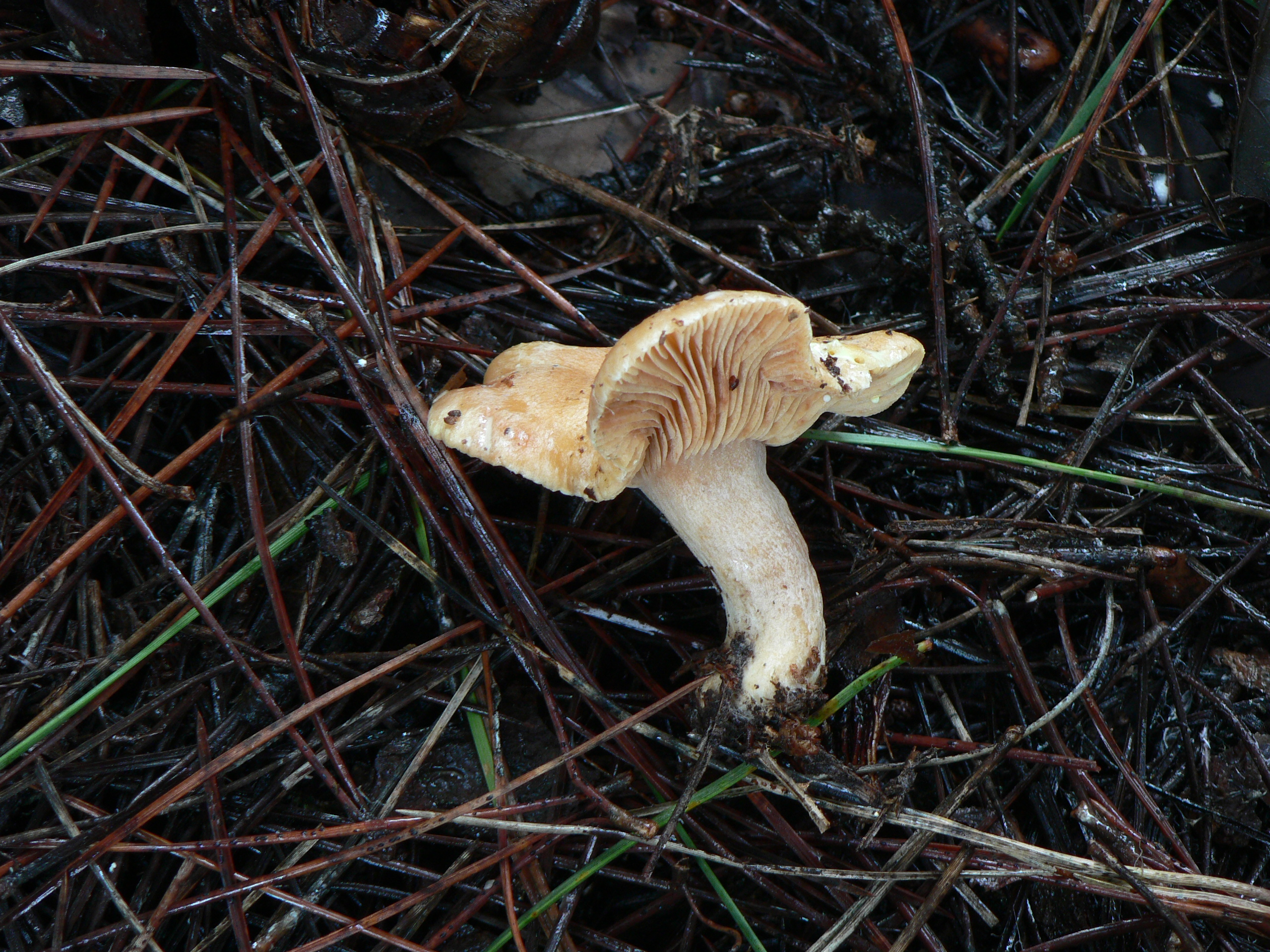
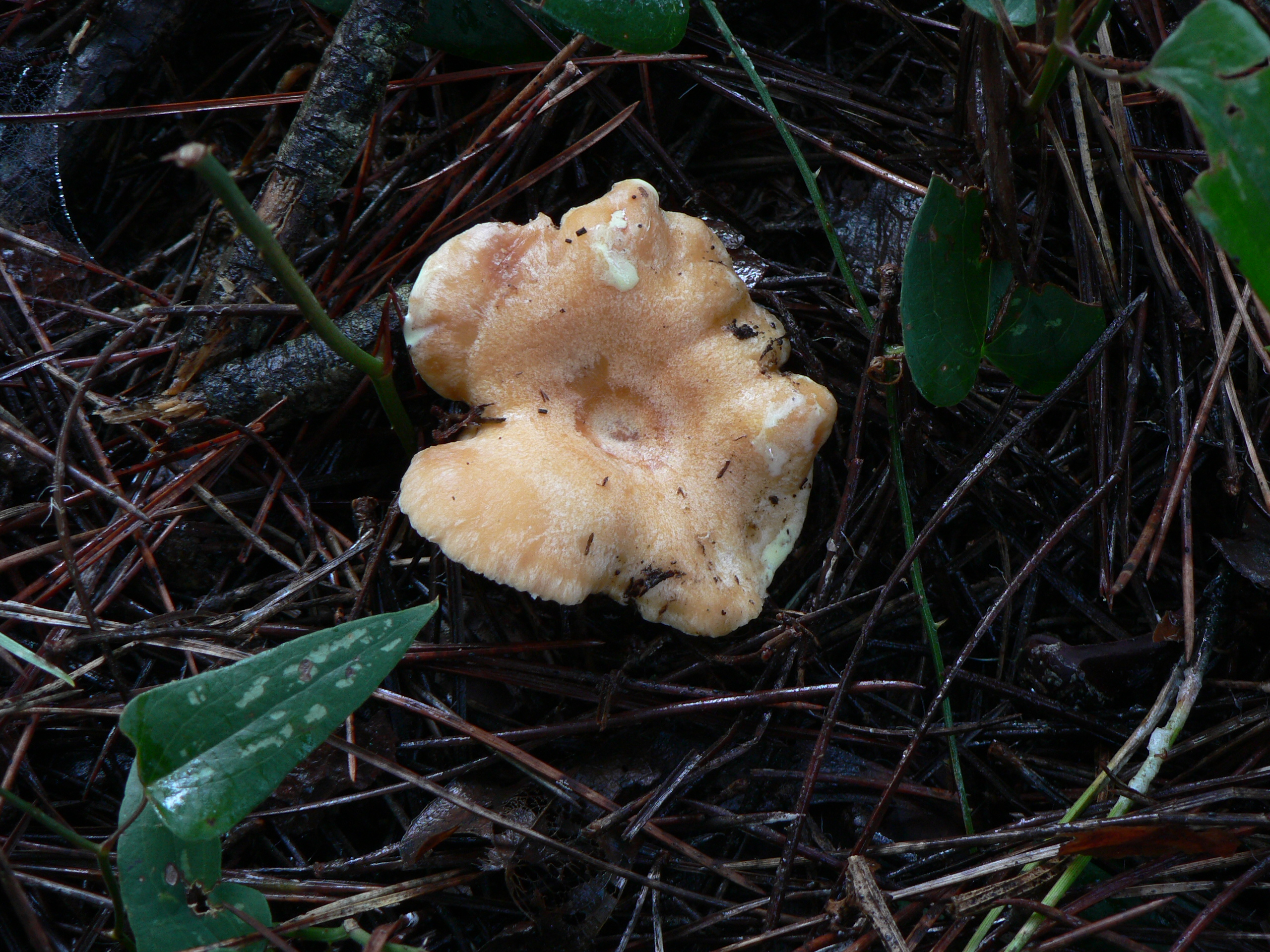
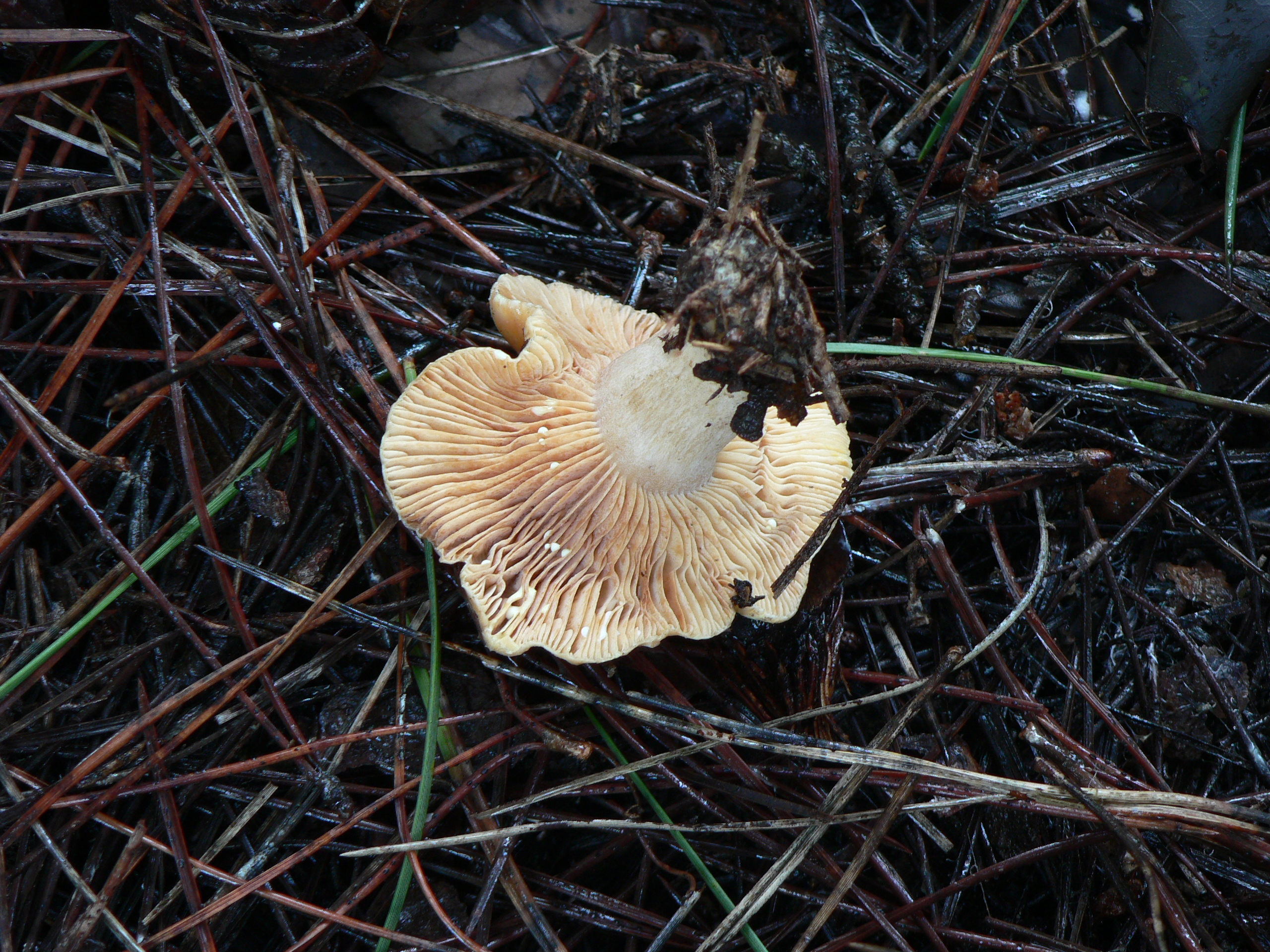
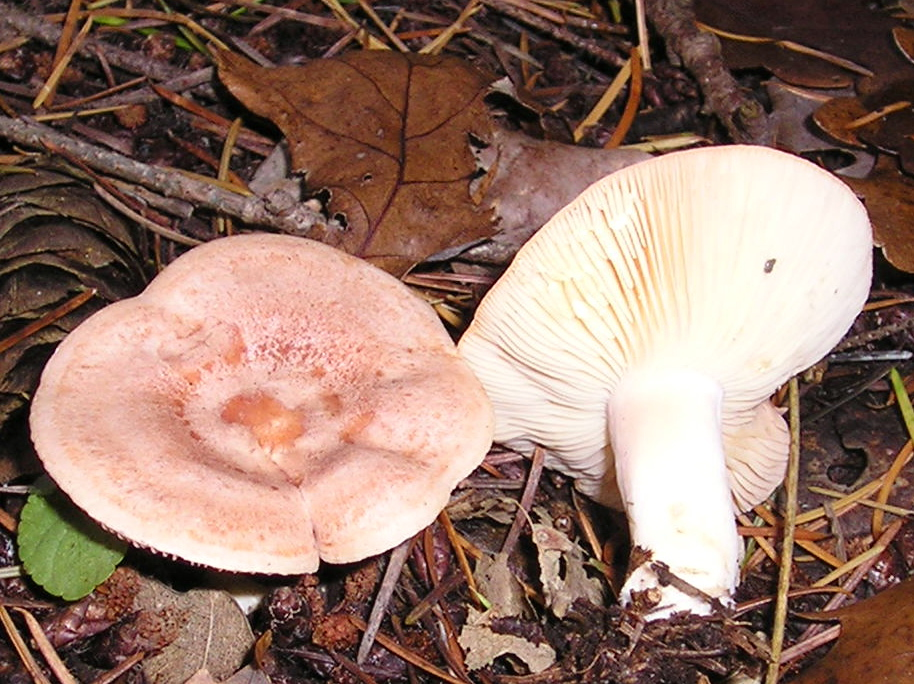
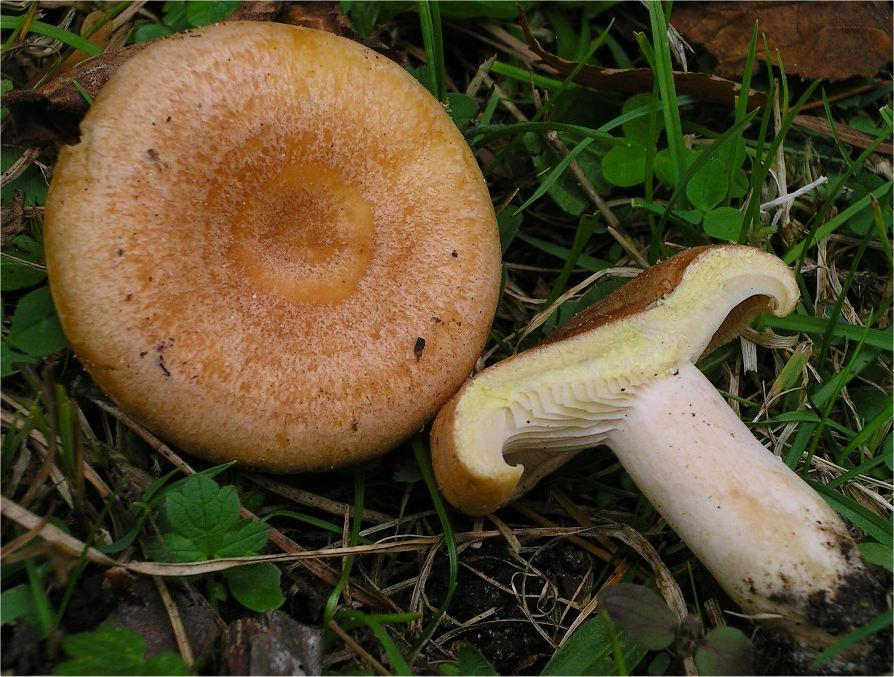